# 保罗·马利施
保罗·马利施（德語：Paul Malisch，1881年6月18日—1970年4月9日），德国男子游泳运动员。他曾代表德国参加1912年夏季奥林匹克运动会游泳比赛，获得男子200米蛙泳铜牌和男子400米蛙泳第四名。